# زهرة الحبلى الصينية
زهرة الحبلى الصينية (الاسم العلمي:Enkianthus chinensis) هي نوع من النباتات تتبع جنس زهرة الحبلى من الفصيلة الخلنجية.